# García López de Cárdenas

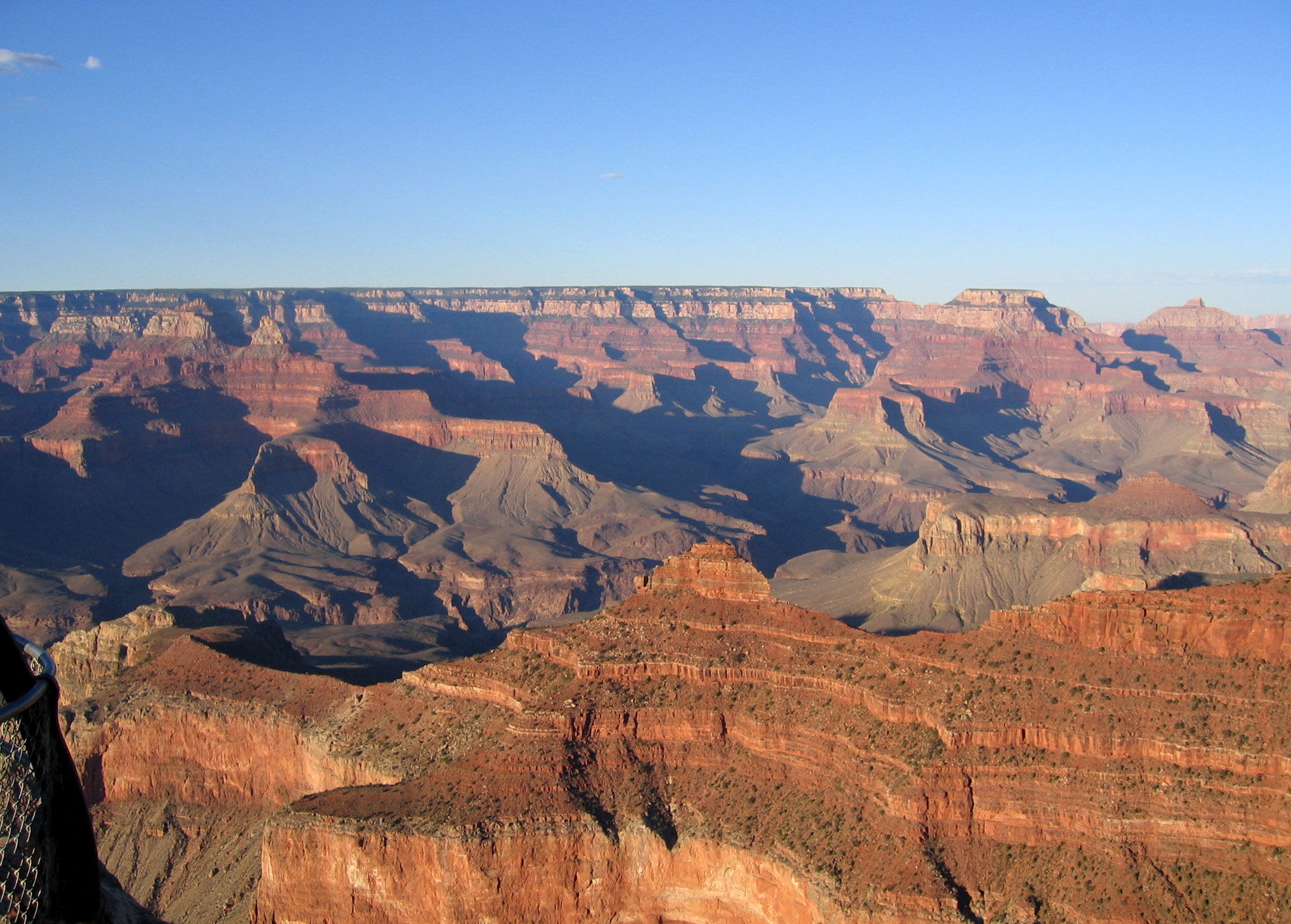
Grand Canyon objevený Garcíou Lópezem de Cárdenasem

García López de Cárdenas (*?, Llerena, Badajoz, Španělsko – ?) byl španělský conquistador, objevitel Grand Canyonu v 16. století.
V roce 1540 se účastnil výpravy Francisca Vasqueze de Coronada do Mexika. Po doplutí k pobřeží severního Mexika byl pověřen velením jednoho oddílu, který měl za úkol najít na sever od Ciboly na území Nového Mexika velkou řeku o níž přinesli zprávy domorodci. Cesty se účastnil také kronikář Pedro de Sotomayor, který ho doprovázel a měl za úkol zaznamenávat průběh cesty. Po dvaceti dnech pochodu severním směrem dorazili k jižnímu okraji Grand Canyonu s řekou Colorado přibližně na 36° s.š. Po několika neúspěšných pokusech sestoupit do údolí, kdy oddíl trpěl žízní byli nuceni vrátit se do Cíboly.
García López de Cárdenas je považován za objevitele Grand Canyonu na řece Colorado. Samotnou řeku prozkoumal Hernando de Alarcón několik měsíců před ním.